# Tomé-Açu (gemeente)
Tomé-Açu is een gemeente in de Braziliaanse deelstaat Pará. De gemeente telt 61.709 inwoners (schatting 2017).

## Aangrenzende gemeenten
De gemeente grenst aan Acará, Aurora do Pará, Concórdia do Pará, Ipixuna do Pará, São Domingos do Capim en Tailândia.